# Good Luck, Charlie!
Good Luck Charlie (bra/prt: Boa Sorte, Charlie!) é uma série de televisão estadunidense original do Disney Channel, criada por Phil Baker e Drew Vaupen. Com produção iniciada em 28 de agosto de 2009, sua estreia original ocorreu em 4 de abril de 2010, estreando no Brasil em 10 de julho do mesmo ano. Chegou a Portugal dia 8 de outubro. É protagonizada por Mia Talerico, que leva também o nome do sitcom, como a jovem Charlie, que vive demasiadas aventuras ao lado de sua família. A série já foi exibida pela TV Globo (parabólica analógica) na faixa do Praça TV 1ª Edição.

## Produção
A intenção de criar uma nova série era para toda a família, não só para as crianças. A série se passa em Denver e também já teve vários nomes, mas os nomes excluiriam a família e os meninos, até acharem Boa Sorte, Charlie! como título definitivo.
Pouco mais de duas semanas antes da estreia, em 19 de março, a Disney disponibilizou no iTunes o download do primeiro episódio da série, ação realizada como mais uma forma de promovê-la através da tecnologia. 
Apenas três meses após seu lançamento, foi encomendada a segunda temporada de Good Luck Charlie e anunciada a produção de um filme original do Disney Channel baseado na série. Logo, em janeiro de 2011, foi confirmado pela Disney Channel um crossover da série com uma outra série do canal, Shake It Up, intitulado "Charlie Shakes It Up".
Em 29 de agosto de 2011 o Disney Channel encomendou a terceira temporada da série. De acordo com eles, a terceira temporada terá a adição de um novo Duncan na família. Será a continuação do filme onde Amy Duncan (Leigh-Allyn Baker), revela estar grávida para a família. Em 12 de julho de 2012 o Disney Channel renovou a série para uma quarta temporada. Assim como todas as séries originais do Disney Channel, a quarta temporada foi a última, pois o canal tem limite de temporadas para a série, diferente da Nickelodeon, que tem limite de 60 episódios.
É considerada uma das melhores séries do canal ficando atrás de Os Feiticeiros de Waverly Place, Hannah Montana e  As Visões da Raven.
Boa Sorte, Charlie! já foi indicada a 4 prêmios do Kid's Choice Awards, 2 no Teen Choice Awards, 7 Young Artist Awards, 2 no Meus Prêmios Nick e duas vezes indicada ao Emmy Awards. Durante o tempo de produção, a série já ganhou 4 prêmios.
A série terminou em 16 de fevereiro de 2014 com um episódio de uma hora no Disney Channel.

## Sinopse
A série conta a história dos Duncan, uma família que tem sua vida virada de cabeça para baixo com a chegada de uma nova irmãzinha, a pequena Charlotte, apelidada carinhosamente de Charlie. Seus pais, Amy e Bob, já tinham antes dela três filhos adolescentes: PJ, o mais velho, que passa a maior parte de seu tempo paquerando garotas e tentando arrumar emprego; Gabe, um garoto pestinha de 10 anos que gosta de se aproveitar das pessoas; e Teddy, a filha do meio, que resolveu se dedicar a gravar um diário em vídeo para Charlie, para que ela assista no futuro e acostume-se a conviver com a família.
Em cada episódio, Teddy grava um novo vídeo, contando como a família passou o dia. O nome da série provém do fato de que, sempre ao terminar seus vídeos, Teddy diz a frase "Boa, Sorte, Charlie!".

## Personagens
| Charlie Duncan | Protagonista | Protagonista | Protagonista | Protagonista |              |              |
| Teddy Duncan   | Protagonista | Protagonista | Protagonista | Protagonista |              |              |
| Pj Duncan      | Protagonista | Protagonista | Protagonista | Protagonista |              |              |
| Gabe Duncan    | Protagonista | Protagonista | Protagonista | Protagonista |              |              |
| Amy Duncan     | Protagonista | Protagonista | Protagonista | Protagonista |              |              |
| Bob Duncan     | Protagonista | Protagonista | Protagonista | Protagonista |              |              |
| Toby Duncan    | Ausente      | Ausente      | Protagonista | Protagonista | Protagonista | Protagonista |
| Ivy Wens       | Recorrente   | Recorrente   | Recorrente   | Recorrente   |              |              |
| Spencer Wals   | Recorrente   | Recorrente   | Recorrente   | Participaçāo |              |              |
| Emmett         | Recorrente   | Recorrente   | Recorrente   | Recorrente   |              |              |
| Sra. Dabney    | Recorrente   | Recorrente   | Recorrente   | Recorrente   |              |              |
| Skylar         | Recorrente   | Recorrente   | Ausente      | Participaçāo |              |              |
| Mary Lou       | Recorrente   | Recorrente   | Recorrente   | Recorrente   |              |              |
| Jake           | Recorrente   | Recorrente   | Recorrente   | Recorrente   |              |              |

### Personagens principais
- Teddy Duncan

Theoddora "Teddy" Renatha Duncan (Bridgit Mendler) é a segunda filha dos Duncan, além de ser a filha favorita, é bonita, popular e tem ótimas notas, e não é lá muito boa dançarina. Vive em pé de guerra com o irmão PJ, mas no fundo o ama muito. Sua melhor amiga é Ivy. Teddy faz um vídeo-diário para ensinar sua irmã mais nova, Charlie, a lidar no futuro com sua "família especial" que é como Teddy se refere a própria família. Seus vídeos sempre acabam com a frase 'Boa sorte, Charlie'. Na primeira temporada ela namora Spencer e eles se separam por que ele a traiu com Skyller (que futuramente virou sua amiga) e no final da 2ª temporada eles voltam e ficam até a 3ª temporada.
- PJ Duncan

Peter James "PJ"  Duncan (Jason Dolley) é filho mais velho dos Duncan, é o adorável e bem-intencionado irmão de Teddy. Mesmo não sendo o mais inteligente da família, PJ conquista a todos com seu entusiasmo, seja paquerando as meninas, tocando guitarra na sua banda ou em suas tentativas constantes de conseguir dinheiro de uma forma rápida, às vezes, até, usando a ajuda de seus irmãos mais novos, Gabe e Charlie. Ele tem um grande coração e ama seus irmãos, mesmo que não demonstre isso sempre. Seu melhor amigo é Emmet e é apaixonado por Skiler, eles namoram na 2.ª temporada. Na 3.ª temporada, ele passa a morar com Emmett em seu apartamento, seu vizinho é um palhaço e pretende ir a faculdade, mas no último episódio da 3ª temporada ele revela que abandonou a faculdade para ser cozinheiro.
- Gabe Duncan

Gabriel "Gabe" Willian  Duncan (Bradley Steven Perry) é o terceiro filho de Amy e Bob, é o mais calmo dos irmãos, apesar da pouca idade, e um sério causador de problemas. Assim como PJ, Gabe sempre tenta achar uma maneira de conseguir dinheiro rápido, mas, ao contrário de seu irmão, ele sempre consegue. Não ficou muito contente com a chegada de Charlie à família, pois sentiu como se sua irmã mais nova tivesse roubado sua atenção, por ele ter perdido o posto de filho e irmão caçula. No entanto, apesar das queixas, Gabe ama Charlie. A partir da 3ª temporada, ele se torna o ajudante do bebê por ter comprado um jogo ao invés da boneca de Charlie.
- Charlie Duncan

Charlotte "Charlie" Katerine Duncan (Mia Talerico) é a quarta filha dos Duncan (pois na terceira temporada ela ganha um irmãozinho) e uma das mais adoráveis da família Duncan. A criancinha constantemente provoca algum caos entre seus pais e irmãos, mas da maneira mais fofa possível. Mais do que qualquer coisa, ela adora seus patinhos de borracha, suas fraldas, seu paninho (não dorme sem ele), um prato de bananas amassadas e adora chamar Gabe de contrario de bom. Charlie também gosta de fazer ioga com sua mãe e assistir seu irmão PJ tocando guitarra. Charlie não sabe ainda, mas ela vai precisar de muita sorte para sobreviver ao que sua irmã Teddy chama de “família especial”. Não está muito feliz com a chegada do novo irmão.
- Amy Duncan

Amy Blankenrooper Duncan (Leigh-Allyn Baker) é a mãe super-protetora, ela acaba de voltar ao seu trabalho de enfermeira, nove meses após o nascimento de Charlie. Agora, ela vai precisar da ajuda de toda a família para cuidar da bebê, mesmo que eles se atrapalhem um pouco com isso. Amy mantém seu marido, Bob, e seus filhos em sua linha de disciplina e adora lhes contar histórias sobre o seu passado, que ela chama de “bons tempos”. Sua personalidade única e excêntrica diverte e, às vezes, assusta seus filhos principalmente o Gabe. Ela é o centro das atenções da família, e eles a amam por isso. Na terceira temporada fica grávida de um menino.
- Bob Duncan

Robert "Bob" William Duncan (Eric Allan Kramer) é o pai dos 5 filhos, é dono de seu próprio negócio, uma empresa de serviços de exterminação de insetos. Ele pode parecer valentão, mas é como uma criança por dentro e, muitas vezes, se comporta como uma. Ele se interessa bastante pela vida de seus filhos, apesar de não lembrar muito das coisas da vida de Gabe, exemplo: Aniversário e escola. É muito protetor e orgulhoso de sua família. Bob frequentemente deixa que Amy cuide da disciplina da casa, mas não deixa de lado suas regras - mesmo que seus filhos não as respeitem, às vezes eles obedecem. Bob é um pai crianção mas mesmo assim consegue às vezes pôr regras como, a sua filha Teddy diz, na 'Família especial'. Ele revela seu nome Willian na terceira temporada e também que é um grande fã de Star Wars.

### Personagens Recorrentes
- Toby Duncan

Toby Wan Kenobi Duncan (Logan Moreau) é o quinto filho e estreou na terceira temporada no episódio "Entrega especial-parte 2" no caminhão de sorvete e no mesmo dia do aniversário de Charlie. Ele ganhou esse nome que Gabe escolheu, mas na verdade foi o mais votado em uma enquete da Disney e o seu sobrenome é porque Bob é um grande fã de filmes da série Star Wars (referência ao personagem Obi-Wan Kenobi) e também revela que o sobrenome de PJ é 'Darth', referência ao personagem Darth Vader.
- Ivy Wens

Ivy Renee Wens (Raven Goodwin)é a melhor amiga de Teddy, ela tem um senso de humor muito forte, usa roupas muito "extravagantes" e, às vezes, usa Teddy para que possa aumentar sua popularidade, nem sempre tem ideias brilhantes mas está disposta a ajudar Teddy quando ela precisar e vice-versa.
- Spencer Wals

Spencer Wals (Shane Harper) é o namorado de Teddy na primeira temporada eles começam a namorar, mas na segunda temporada ele trai Teddy com Skyler e eles terminam, mas no fim da segunda temporada eles voltam a namorar, mas terminam no último episódio da 3ª temporada. Mas voltam novamente no último episódio da série e permanecem de vez.
- Emmett

Emmett (Micah Williams) é o melhor amigo de PJ, ele tem uma banda com o PJ chamada "PJ e a Banda", ele tem uma queda por Teddy e a chama de ursinha. Já namorou Ivy mas isso não apareceu na série, então agora ele a chama de ursona, ele tem cíumes de Teddy e Spencer. Não é nem um pouco bonito nem popular ao contrário de PJ. Deixou de ficar afim de Teddy temporariamente quando começou o namoro com Nina, mas devem ter terminado, pois Emmett se mostrou novamente gostar de Teddy na segunda temporada.
- Sra. Dabney

Sra. Estelle Dabney (Patricia Belcher) é a vizinha dos Duncan, ela é um pouco rabugenta sempre implica com PJ e Gabe, no primeiro episódio da 3ª Temporada ela revelou sempre carregar um bilhete de um corretor e confetes para o dia que os Duncan decidir se mudar desde que Gabe nasceu. Tem uma irmã gêmea a quem não gosta muito desde que era criança que tem uma gata chamada Estelle que gosta de brincar com o gato de Estelle, Kaboodle.
- Jeo

Jeo Keener (G. Hannelius) é colega de turma do Gabe, tem uma postura um pouco masculina, implica muito com Gabe mas são grandes amigos na verdade, um tem uma queda pelo outro. Possui uma força maior do que a de Teddy e Gabe e gosta de fazer coisas de menino como jogar vídeo-game e se meter em briga.
- Skylar

Skylar (Samantha Boscarino) é amiga de Teddy, ex-namorada de Spencer, e atual namorada de PJ, recorrente apenas na segunda temporada, a partir da terceira ela não aparece mais, pois a atriz foi para a Nickelodeon ser antagonista na série How to Rock. É um pouco burra e seu pai todo ano manda seu guarda-costas dar um duro nos namorados dela. Na quarta temporada quando PJ e Teddy vão para Nova York eles reatam o namoro, pois é revelado que ela irá para a Universidade de Denver. Pode-se dizer que rolou um zing entre ela e PJ.
- Mary Lou

Mary Lou Wens (Ellia English) é a mãe Ivy e uma das melhores amigas de Amy. Ela e seu marido sempre deixam sua filha louca pois fazem coisas tipo: ficar cantando Reme seu Barquinho em alemão sem parar. Ela adora cantar o hino nacional e tem medo de palco.
- Jake

Jake (Tucker Albrizzi) é o melhor amigo de Gabe. A primeira aparição dele foi em um episódio que ele comprou a bicicleta de Gabe por $10. Tem cabelo ruivo e demonstra gostar de assistir qualquer filme e achar qualquer filme irado. É um garoto esquisito e não muito popular.
- Victor

Victor (Kevin Covais) é um amigo de Teddy e o garoto mais inteligente da escola. Inicialmente tinha uma queda por Teddy e a ajudou a fazer uma festa enquanto os Duncan iam de férias e aparentemente arranjou uma namorada na festa. Depois ajudou Teddy nos estudos, onde não poderia ser despedido, pois a nota de Teddy estava em risco. Ele foi para Universidade Yale assim como Teddy.
- Vonnie

Vonnie (Cyrina Fiallo) é uma das colegas do tênis de Teddy. Ela fez parte da equipe de volei com Teddy onde gostou quando viu Teddy implicando com Spencer. É uma garota rejeitada sem namorado. Quando ela e Teddy faziam um trabalho para escola Bobby tinha se esquecido do nome dela, e no dia seguinte também se esqueceu então ficou com o cartaz que Teddy fez para lembrar o nome de Vonnie, pois quando perdeu a voz sabia que ele iria se esquecer. Fez um coral de Dia das Bruxas com Teddy, Victor e Kelsey. Quando ela foi na festa do pijama de Teddy no apartamento de PJ, ela desenvolveu uma paixão por Emmett deixando claro que ela está super desesperada.
- Kelsey

Kelsey (Coco Jones) é uma amiga de Teddy e outra das colegas de tênis dela. É uma garota que é lelé da cuca. Ela é líder de torcida e fez coral no dia das bruxas com Teddy, Victor e Vonnie. Ela foi a festa do pijima de Teddy onde demonstrou uma paixão por PJ. Ela estava na festa de despedida de Teddy.
- Lauren

Lauren Debney (Jaylen Barron) é a namorada de Gabe da quarta temporada. É neta da Senhora Debney e filha do filho dela Rodney. Ela mora com a avó. Gosta das mesmas coisas que Gabe e é provavelmente a futura esposa dele, pois ainda estavam em namoro no último episódio. Uma vez eles terminaram por causa de um mau entendido de Teddy que achou que ela queria terminar com ele, pois ela queria "conversar com Gabe sobre um assunto importante", mas foi um mau entendido, então Teddy uniu os dois de novo e eles acharam melhor não falar com ela.
- Beau

Beau (Luke Benward) é a nova paixão de Teddy que conhece no episódio "Rat-A-Teddy", onde ele foi contratado por Bob como seu ajudante no trabalho. Teddy se apaixonou por ele após olhar para ele. Ele e ela começaram a sair. No aniversário de Teddy eles recebem uma surpresa: Spencer, que voltou para ver Teddy. Teddy escolhe Beau como seu namorado e ele se viciou no trabalho de exterminador. Em "Com o Bob, o Beau e os Bichos Já Eram" ele recebe uma oferta de emprego na cidade natal dele e ele e Teddy terminam. Teddy aceita numa boa, Bob é quem sentiu falta dele.

### Outros
- Kitty

Katelyn "Kitty" Paradinne Rashwell (Ryan Whitney Newman) é uma aluna do colégio de Gabe. Apareceu em um único episódio: "Kit & Kaboodle", neste episódio Gabe está apaixonado por ela. É bonita e também seus pais são divorciados, e mora com sua mãe, e é alérgica a pasta de amendoin e é filha única. Gabe mentiu para ela dizendo que era igual a ela para que ela gostasse mais dele, mas ela descobriu e deu-lhe um fora.
- Michelle

Michelle Paradinne (Stephanie Conlle) é a mãe da Kitty. Apareceu em um único episódio: "Kit & Kabooble".
- Derek

Derek (Reid Erwing) foi o namorado secreto de Teddy que escondeu de seus pais pois não queria que eles o achassem um delinquente, pois ele pilota uma motocicleta, mas no final acaba virando o melhor amigo de Bob. Faz parte de clube de poesia, pois gosta desse tipo de coisa. Teddy rompe com ele, pois ele era um pouco estranho e fazia e concordava com que Teddy dizia então aceita o rompimento de bom grado, mais ou menos. Apareceu nos episódios "Conhecendo os pais", "Aniversário de 12 1\2 anos do Gabe" e "A Separação". Ivy não gosta dele.
- Linda

Linda Duncan (Shirley Jones) é a mãe de Bob e avó de Teddy, Charlie, PJ, Gabe e Toby. Gosta de cantar e de manter uma aparência de idosos, pois arrumou Teddy como se fosse uma idosa para seu aniversário de namoro com Spencer. Ela aparece para ajudar a cuidar de Toby, então Amy mandou Teddy manter ela longe dela, pois não suporta ela e engole isso a vinte anos. Aparece novamente no Natal onde compete contra Amy no show de talentos dos Duncans.
- Madison

Madison (Molly Burnett) foi a primeira namorada de PJ que conheceu em sua primeira entrega de frango e logo a chamou para sair. Sua mãe já tinha namorado Bob e PJ ficou viciado nela e isso fez Emmett desistir da PJ e a Banda, mas ela só estava traindo PJ com um entregador de pizza então PJ lhe deu um fora. Ela só escolheu o entregador de pizzas por que ele dava a ela muitos cupons de desconto. PJ alega que ela deslocou seu coração.
- Alice

Alice Wartarmer (Hayley Holmes) é uma amiga de Teddy que ela conheceu na aula de francês. No episódio "Charlie fez Isso" ela trabalha no mercado no qual Charlie foi presa por roubar óculos escuros. Nesse mercado o chefe dela a assusta e no final ela ajuda Teddy, Gabe e Charlie a fugir e acaba sendo despedida, mas gostou pois não gosta de seu chefe Hugo. Aparece mais tarde no episódio 19.

## Episódios
| Temporada | Temporada | Episódios | Exibição Original       | Exibição Original       | Exibição no Brasil    | Exibição no Brasil      | Exibição em Portugal   | Exibição em Portugal   |
| Temporada | Temporada | Episódios | Estreia de temporada    | Final de temporada      | Estreia de temporada  | Final de temporada      | Estreia de temporada   | Final de temporada     |
| --------- | --------- | --------- | ----------------------- | ----------------------- | --------------------- | ----------------------- | ---------------------- | ---------------------- |
|           | 1         | 26        | 4 de abril de 2010      | 30 de janeiro de 2011   | 10 de julho de 2010   | 26 de fevereiro de 2011 | 8 de outubro de 2010   | 24 de junho de 2011    |
|           | 2         | 30        | 20 de fevereiro de 2011 | 27 de novembro de 2011  | 3 de maio de 2011     | 10 de dezembro de 2011  | 8 de junho de 2011     | 14 de setembro de 2012 |
|           | Filme     | Filme     | 2 de dezembro de 2011   | 2 de dezembro de 2011   | 4 de dezembro de 2011 | 4 de dezembro de 2011   | 16 de dezembro de 2011 | 16 de dezembro de 2011 |
|           | 3         | 23        | 6 de maio de 2012       | 20 de janeiro de 2013   | 30 de julho de 2012   | 27 de abril de 2013     | 14 de setembro de 2012 | 19 de dezembro de 2013 |
|           | 4         | 21        | 28 de abril de 2013     | 16 de fevereiro de 2014 | 7 de julho de 2013    | 12 de abril de 2014     | 25 de novembro de 2013 | 6 de junho de 2014     |

## Filme
Em 12 de julho de 2010, o Disney Channel anunciou a produção de um filme original baseado na série. O filme é uma história de Natal vivida pelos Duncan em: Good Luck Charlie, It's Christmas! (Boa Sorte, Charlie! É Natal!). A história acompanha os Duncan pretendendo ir passar o natal com a mãe da Amy Duncan e eles embarcam numa grande aventura. Gabe acaba entrando dentro de seu jogo preferido e ganha o jogo. A mãe da Amy faz a maior confusão colocando todos de castigo por qualquer motivo. Contém uma música: "I'm Gonna Run To You" de Bridgit Mendler.

## Trilha sonora
Em 20 de Agosto de 2011, o Disney Channel Lançou o CD Da Trilha Sonora
Good Luck Charlie! Soundtrack

## Dublagem
| Personagem     | Dublador                                                | Dobrador            |
| Principais     | Principais                                              | Principais          |
| -------------- | ------------------------------------------------------- | ------------------- |
| Teddy Duncan   | Jullie                                                  | Carla Mendes        |
| PJ Duncan      | Felipe Drummond                                         | Peter Michael       |
| Gabe Duncan    | Filipe Cavalcante (1ª voz) Fabrício Vila Verde (2ª voz) | Luís Ganito         |
| Charlie Duncan | Pamella Rodrigues                                       | Joana Dinis         |
| Amy Duncan     | Miriam Ficher                                           | Paula Fonseca       |
| Bob Duncan     | Mário Tupinambá Filho                                   | Rui de Sá           |
| Recorrentes    |                                                         |                     |
| Ivy Wens       | Ana Paula Martins                                       | Catarina Guerreiro  |
| Emmett Heiglin | Gustavo Nader (1ª voz) Yan Gesteira (2ª voz)            | Pedro Bargado       |
| Sra. Dabney    | Carla Pompílio                                          | Fernanda Figueiredo |
| Spencer Wals   | Thadeu Matos                                            | Diogo Mesquita      |

## Prêmios e indicações
| Ano  | Premiação                         | Categoria                                                                             | Trabalho             | Resultado | Ref. |
| ---- | --------------------------------- | ------------------------------------------------------------------------------------- | -------------------- | --------- | ---- |
| 2010 | Hollywood Teen TV Awards          | Melhor série adolescente: Comédia                                                     | Good Luck Charlie    | Indicado  |      |
| 2010 | Hollywood Teen TV Awards          | Melhor Ator Adolescente: Comédia                                                      | Jason Dolley         | Indicado  |      |
| 2010 | Teen Choice Awards                | Melhor Fuga Feminina da TV                                                            | Bridgit Mendler      | Indicada  |      |
| 2010 | Popstar! Magazine                 | Estrante Feminina                                                                     | Bridgit Mendler      | Venceu    |      |
| 2010 | J-14 Teen Icon Awards             | Ícone do Amanhã                                                                       | Bridgit Mendler      | Indicada  |      |
| 2011 | Young Artist Award                | Melhor Performance em Série de TV (Comédia ou Drama) e Melhor Ator Coadjuvante jovem  | Bradley Steven Perry | Indicado  |      |
| 2011 | Young Artist Award                | Melhor Performance em Série de TV (Comédia ou Drama) e Melhor Atriz Coadjuvante Jovem | Ryan Newman          | Indicada  |      |
| 2011 | Young Artist Award                | Melhor Performance em Série de TV e estrelando o ator jovem e Sub Ten                 | Tucker Albrizzi      | Venceu    |      |
| 2011 | J-14 Teen Icon Awards             | Ícone de Atriz de TV                                                                  | Bridgit Mendler      | Venceu    |      |
| 2011 | British Academy Children's Awards | Voto BAFTA miúdo: TV                                                                  | Good Luck Charlie    | Venceu    |      |
| 2012 | Nickelodeon Kids' Choice Awards   | Programa de TV Favorito                                                               | Good Luck Charlie    | Indicado  |      |
| 2012 | Nickelodeon Kids' Choice Awards   | Atriz de TV Favorita                                                                  | Bridgit Mendler      | Indicada  |      |
| 2012 | Young Artist Award                | Melhor Performance em Série de Televisão - Ator Coadjuvante Jovem                     | Bradley Steven Perry | Indicado  |      |
| 2012 | Young Artist Award                | Melhor Performance em Série de TV - Convidado estrelando o ator jovem 18-21           | Booboo Stewart       | Indicado  |      |
| 2012 | Emmy Awards                       | Série infantil excepcional                                                            | Good Luck Charlie    | Indicado  |      |
| 2012 | Meus Prêmios Nick                 | Programa de tv favorito                                                               | Good Luck Charlie    | Indicado  |      |
| 2013 | Nickelodeon Kids' Choice Awards   | Programa de TV Favorito                                                               | Good Luck Charlie    | Indicado  |      |
| 2013 | Nickelodeon Kids' Choice Awards   | Atriz de TV Favorita                                                                  | Bridgit Mendler      | Indicada  |      |
| 2013 | Teen Choice Awards                | Melhor Atriz de Comédia                                                               | Bridgit Mendler      | Indicada  |      |
| 2013 | Kid's Choice Awards Argentina     | Melhor Programa de TV Internacional                                                   | Good Luck Charlie    | Pendente  |      |
| 2013 | Meus Prêmios Nick                 | Programa de tv favorito                                                               | Good Luck Charlie    | Pendente  |      |
| 2013 | Emmy Awards                       | Série infantil excepcional                                                            | Good Luck Charlie    | Indicado  |      |